# Pseudaugochlora callaina
Pseudaugochlora callaina är en biart som beskrevs av E. A. B. Almeida 2008. Pseudaugochlora callaina ingår i släktet Pseudaugochlora och familjen vägbin. Inga underarter finns listade i Catalogue of Life.